# Uttertjärnen (Rämmens socken, Värmland)
Uttertjärnen är en sjö i Filipstads kommun i Värmland och ingår i Göta älvs huvudavrinningsområde.